# Sudacivka, Ciudniv
Sudacivka (în ucraineană Судачівка) este un sat în comuna Tiutiunnîkî din raionul Ciudniv, regiunea Jîtomîr, Ucraina.

## Demografie
Componența lingvistică a localității Sudacivka
     Ucraineană (99%)
     Alte limbi (1%)
Conform recensământului din 2001, majoritatea populației localității Sudacivka era vorbitoare de ucraineană (99%), existând în minoritate și vorbitori de alte limbi.